# Есаков, Геннадий Александрович
Геннадий Александрович Есаков — российский учёный-правовед, доктор юридических наук, бывший профессор департамента систем судопроизводства и уголовного права факультета права НИУ «Высшая школа экономики», специалист в области уголовного права. Член редакционного совета Russian Law Journal. Индекс Хирша — 22.

## Образование
В 2000 году окончил Московскую государственную юридическую академию, в 2002 году защитил кандидатскую диссертацию на тему: «Mens rea в уголовном праве США» (научный руководитель А. И. Рарог). В 2007 году защитил докторскую диссертацию на тему «Учение о преступлении в странах семьи общего права» (научный консультант А. И. Рарог)..

## Преподавательская и научная деятельность
До 2012 г. преподавал в МГЮА, в 2012 г. перешёл в Высшую школу экономики, где преподавал на департаменте систем судопроизводства и уголовного права факультета права НИУ ВШЭ. Внезапно уволен с 27 ноября 2021 года, не назвав причин ухода. С 2022 г. по настоящее время работает приглашённым преподавателем МГУ имени М. В. Ломоносова.
В 2006–2012 гг.: член редколлегии журнала «Актуальные проблемы российского права».
В 2004–2012 гг.: член редколлегии журнала «Lex Russica (Русский закон)».
С 2012 г.: член редсовета журнала «Российский криминологический взгляд».

### Работа за рубежом
- В 2008 г. — приглашённый профессор юридического факультета Городского университета Гонконга (Китай) (Law School, Hong Kong City University).
- В 2010 г. — приглашённый профессор юридического факультета Ланкастерского университета (Великобритания) (Law School, Lancaster University).
- В 2010 г. — выступал с лекциями в Институте подготовки судей и прокуроров Китайской Республики (Тайвань) (Training Institute for Judges and Prosecutors of the Republic of China).

Профессор Г. А. Есаков является автором более 200 научных публикаций на русском, английском, французском и китайском языках по вопросам уголовного права и криминологии.

### Избранные публикации
- Esakov G. The Russian Criminal Jury: Recent Developments, Practice, and Current Problems // American Journal of Comparative Law. 2012. Vol. 60. No. 3. P. 665-702.
- Esakov G. Les principes fondateurs du droit pénal russe , in: Principes fondateurs des droits français et russe / Отв. ред. G. Esakov, N. Masek, F. Mélin-Soucramanien. P.: Dalloz, 2011. Ch. 8. P. 135-155.
- Principes fondateurs des droits français et russe / Отв. ред. G. Esakov, N. Masek, F. Mélin-Soucramanien. P.: Dalloz, 2011.
- Esakov G. Corporate Criminal Liability: A Comparative Review // City University of Hong Kong Law Review. 2010. Vol. 2. No. 1. P. 173-192.
- Есаков Г.А. Основы сравнительного уголовного права. М.: Элит, 2007.
- Есаков Г.А. Mens rea в уголовном праве США: историко-правовое исследование: Юридический центр Пресс, 2003.
- Есаков Г.А. Англо-американское уголовное право: эволюция и современное состояние общей части: ТК Велби, Проспект, 2007. − 736 с
- Есаков Г.А., Рагулина, А.В., Юрченко, И.А. Осознание как компонент интеллектуального элемента умысла: дискуссионные вопросы  // Государство и право. 2004. № 6. С. 24–30.
- Esakov G. Strafbare Übertretungen in der Systematik des russischen Rechts // Berührungspunkte in der deutschen und russischen Strafrechtswissenschaft / Науч. ред. У. Хелльманн, А.И. Рарог. Potsdam: Universitätsverlag Potsdam, 2013. P. 61-65.
- Ессаков Г.А. Экономическое уголовное право: Общая часть. М., 2019.